# Aleksandra Woźniak
Aleksandra Maria Woźniak-Miszewska (ur. 18 stycznia 1975 w Warszawie) – polska aktorka filmowa i teatralna, prezenterka telewizyjna, psycholog.

## Wykształcenie
Z wykształcenia jest filologiem języka niemieckiego, biegle posługuje się językiem angielskim i niemieckim. Zrezygnowała z Państwowej Wyższej Szkoły Teatralnej na rzecz filologii języka niemieckiego.

## Kariera aktorska
Na ekranie debiutowała w wieku 17 lat, w Teatrze Telewizji pt. „Moje Drzewko Pomarańczowe” w reż. Doroty Kędzierzawskiej. Następnie zagrała w adaptacji filmowej opowiadania Tadeusza Borowskiego Pożegnanie z Marią (1993) oraz telewizyjnym dramacie demaskującym kulisy życia w koszarach, Samowolka (1993).
Zagrała w filmie psychologicznym Dzień wielkiej ryby (1996) oraz w adaptacjach powieści Sposób na Alcybiadesa Edmunda Niziurskiego – „Sposób na Alcybiadesa” (serial, 1997) i Spona (film, 1998). Za rolę w filmie fabularnym Gerwazego Reguły Droga do raju otrzymała nominację do Złotych Kaczek 2010.

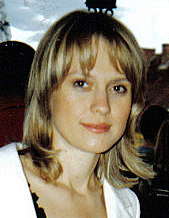
Aleksandra Woźniak (2007)

Popularność zdobyła rolą starszej sierżant Kasi w sitcomie 13 posterunek (1997–1998, 2000), a także rolami serialowymi: Agaty Gabriel w Złotopolskich (2005–2007), Jagny w Plebanii (2010–2011) i Moniki Pruskiej w Linii życia (2011). Wystąpiła także w serialach Spółka rodzinna (1994), As (2002), Król przedmieścia (2002) i Kryminalni (2006), a także sitcomach Szpital na perypetiach (2002–2003), Daleko od noszy (2003) i Faceci do wzięcia (2006). W 2014 dołączyła do obsady serialu Barwy szczęścia.
W maju 2020 powiadomiła opinię publiczną o zakończeniu kariery aktorskiej.

## Pozostałe przedsięwzięcia
Była prowadzącą program interaktywny dla dzieci Hugo family (2000–2001). Redagowała i prowadziła programy Świątek Piątek, czyli goście Aleksandry Woźniak i Cafe Espresso. Była ambasadorką i prezenterką kanału filmowego dla kobiet, Romance TV. Uczestniczyła w przesłuchaniach do roli prowadzącej program Perfekcyjna pani domu.
Była uczestniczką drugiej edycji programu Polsat Jak oni śpiewają (2007). Od 2008 jest Honorowym Ambasadorem Dzieci Chorych na Nowotwory Mózgu. Jest jedną z bohaterek książki „Optymistki” Marzanny Graff-Oszczepalińskiej.

## Życie prywatne
Pierwsze małżeństwo Woźniak, zawarte w trakcie studiów, trwało trzy miesiące. Drugi związek małżeński, zawarty kilka lat później, po dwóch latach również zakończył rozwód. Jest matką bliźniaczek Anny i Julii. Była związana z reżyserem Maciejem Ślesickim, z którym po kilku latach zakończyła związek. Od lipca 2014 jest w związku małżeńskim z Szymonem Miszewskim. Obecnie mieszka w Gdańsku.
Od 2019 prowadzi własny gabinet terapeutyczny. Od 2016 studiowała psychologię na Uniwersytecie Humanistycznospołecznym SWPS, którą ukończyła i wraz z koleżanką założyła firmę Humanica.

## Filmografia
| Filmy |                     |                         |       |
| Rok   | Tytuł               | Rola                    | Uwagi |
| 1993  | Pożegnanie z Marią  | szatynka                |       |
| 1996  | Dzień wielkiej ryby | córka mecenasa          |       |
| 1998  | Spona               | Ania                    |       |
| 2008  | Droga do raju       | Kasia, przyjaciółka Eli |       |
| 2018  | Miłość na Mazurach  | Wanda                   |       |

| Produkcje telewizyjne |                        |                                                          |                                          |
| Rok                   | Tytuł                  | Rola                                                     | Uwagi                                    |
| 1992                  | Janko Muzykant         |                                                          | spektakl telewizyjny                     |
| 1993                  | Samowolka              | Jaga, koleżanka Anki                                     | film telewizyjny                         |
| 1993                  | Niebieski ptak         | Światło                                                  | spektakl telewizyjny                     |
| 1994                  | Spółka rodzinna        | Basia Lis, konkurentka Bartka                            | serial telewizyjny, odcinki: 7-9         |
| 1997                  | Sposób na Alcybiadesa  | Ania                                                     | serial telewizyjny, odcinki: 1-3         |
| 1997–1998             | 13 posterunek          | starszy posterunkowy Kasia                               | serial telewizyjny, odcinki: 1-21, 23-41 |
| 1999–2000             | Trędowata              | pokojówka Marta                                          | serial telewizyjny                       |
| 2000                  | 13 posterunek 2        | starszy sierżant Kasia                                   | serial telewizyjny                       |
| 2000–2001             | Hugo family            | prowadząca program dla dzieci                            | program telewizyjny                      |
| 2001–2003             | Szpital na perypetiach | stażystka Zuzanna                                        | serial telewizyjny                       |
| 2002                  | Król przedmieścia      | druhna Jolanta Boruchowicz, dziewczyna Seweryna          | serial telewizyjny, odcinek: 9           |
| 2002                  | As                     | Ania Łubieńska, asystentka Serafina                      | serial telewizyjny                       |
| 2003                  | Daleko od noszy        | doktor Zuzanna                                           | serial telewizyjny, odcinki: 1-13        |
| 2005–2008             | Złotopolscy            | Agata Gabriel, córka Ilony i Wiesława                    | serial telewizyjny                       |
| 2006                  | Kryminalni             | Weronika, siostra Witka                                  | serial telewizyjny, odcinek: 49          |
| 2006                  | Hela w opałach         | matka                                                    | serial telewizyjny, odcinek: 15          |
| 2006                  | Faceci do wzięcia      | Asia                                                     | serial telewizyjny, odcinek: 19          |
| 2009                  | 39 i pół               | Klaudia                                                  | serial telewizyjny, odcinek: 16          |
| 2010–2011             | Plebania               | Jagna Wyszkiewicz                                        | serial telewizyjny                       |
| 2011                  | Na dobre i na złe      | Anna Nawrocka, matka Antka                               | serial telewizyjny, odcinek: 460         |
| 2011                  | Linia życia            | Monika Pruska, żona Leszka, siostra Michała Ostrowskiego | serial telewizyjny                       |
| 2015–2016             | Barwy szczęścia        | Dominika Sadowska, żona Łukasza                          | serial telewizyjny                       |
| 2017–2020             | Klan                   | Zyta Chojnicka                                           | serial telewizyjny                       |